# Cannon House Office Building

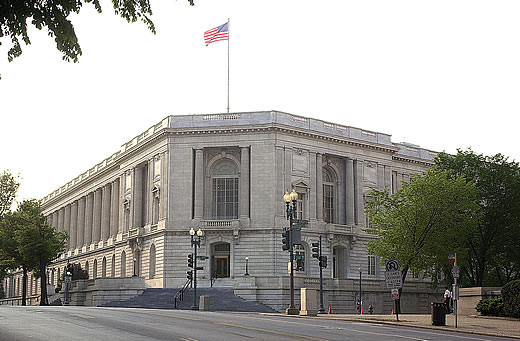
Eingang zum Cannon House Office Building von Nordwesten her gesehen

Das Cannon House Office Building ist das älteste Bürogebäude des Kongresses der Vereinigten Staaten. Es wurde 1908 fertiggestellt. Das im Stil der Beaux-Arts-Architektur gehaltene Gebäude liegt südlich des Kapitols zwischen der Independence Avenue und New Jersey Avenue.
Die Hauptansicht des Gebäudes gliedert sich architektonisch in eine breite Basis, auf der eine Säulenreihe mit Balustrade und Gesims ruht. Der Säulengang besteht aus 34 dorischen Säulen, die zu beiden Seiten von Pilastern eingerahmt sind. Als Baumaterial für die Fassade wurde Marmor und Kalkstein verwendet, die Basis besteht aus grauem Granit.
Im Inneren des Baus ist vor allem die Rotunde von architektonischem Wert. Sie ist umgeben von 18 korinthischen Säulen, welche eine Kuppel tragen. Zwei Treppen aus Marmor führen aus dem Erdgeschoss in einen Sitzungsraum mit reichhaltigen Decken- und Wandverzierungen.
Das Cannon House Office Building wurde mehrmals erweitert und umgebaut, um den sich mit der Zeit ändernden Anforderungen gerecht zu werden: bereits 1913, sechs Jahre nach Bezug durch die Abgeordneten des Repräsentantenhauses, war der Büroraum knapp geworden und ein weiteres Stockwerk wurde aufgesetzt. Das Gebäude bekam 1962 zu Ehren von Joseph Gurney Cannon seinen heutigen Namen.

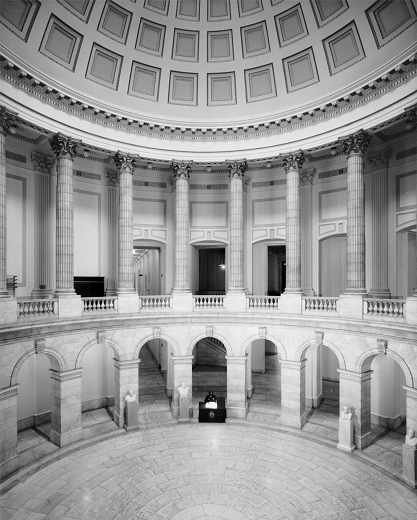
Rundbau im Inneren
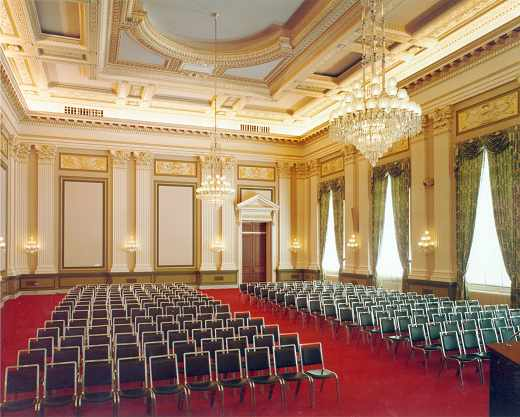
Sitzungssaal